# Vingmärke

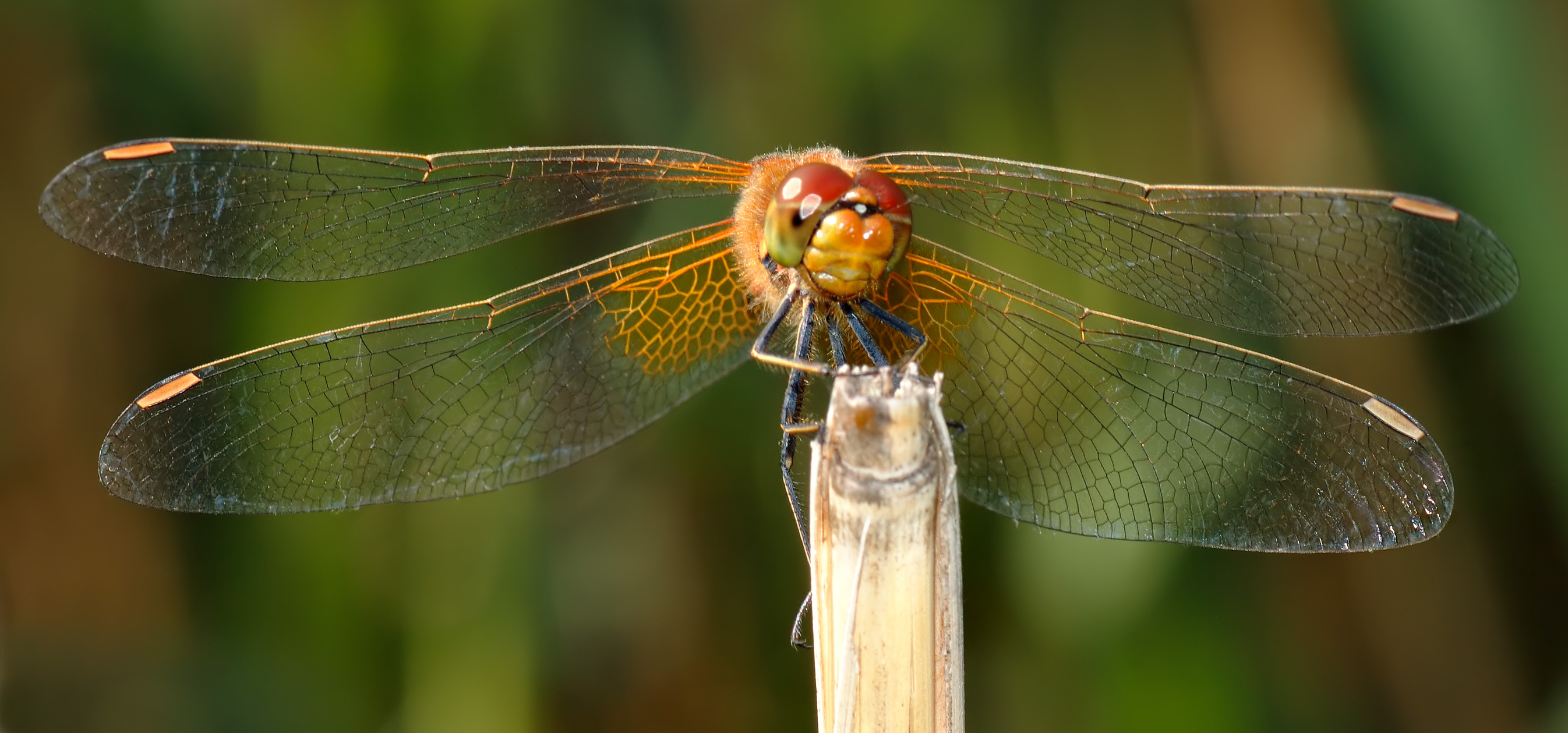
En trollslända vars vingmärken syns tydligt.

Vingmärke, eller pterostigma, är ett vingfält vid framkanten av vingen nära vingspetsen hos vissa insekter. 
Vingmärket har ofta en avvikande färg jämfört med andra vingfält. Vingribborna som avgränsar fältet är ofta något förtjockade. 
Avsikten med pterostigma, som är en tyngre del av vingen jämfört med näraliggande sektioner, anses vara att medverka vid glidflygning. Utan pterostigma skulle självframkallade vibrationer uppstå i vingen och försvåra flygningen.
Märket är särskilt framträdande hos trollsländor, men förekommer också hos exempelvis halssländor.